# Rita Sangalli
Rita Sangalli (1849/1850 - 1909) fue una bailarina de ballet italiana.
Nació en Milán, bailó en las provincias italianas (Asti, Piacenza, Turín) antes de ser contratada para la ópera de Her Majesty's Theatre en Londres. 
En 1872 formó parte del Ballet de la Ópera de París, donde brilló en numerosos estrenos, entre ellos el de Sylvia (14 de junio de 1876) con coreografía de Louis Mérante y música de Léo Delibes, y Namouna (6 de marzo de 1882) con coreografía de Lucien Petipa y música de Édouard Lalo. Se retiró de esta compañía en 1884.
Hizo giras por América donde destacó como el personaje principal de The Black Crook (El báculo negro) y en Flick Flock.